# Коронация (роман)
Коронация (на руски: Коронация, или Последний из Романов) е историческо-приключенски роман от руския писател Борис Акунин, издаден през 2001 г. Това е осмият роман (наречен „великосветски“ детектив) за приключенията на Ераст Петрович Фандорин. Сюжетът на романа се развива през 1896 г. в Москва, в дните на коронацията на последния руски цар Николай II. Отличителна черта на романа – историята е разказана от Афанасий Зюкин, един от главните герои на романа.

## Сюжет
Внимание:  Текстът по-долу разкрива сюжета на произведението (или части от него)!
... 1 ноември 1894 г., в Крим умира император Александър III, и на руския престол се възкачва синът му Николай. След една година на траур за мъртвия цар в Русия започва подготовката за коронацията, която ще се проведе в Москва през май 1896 г. Безброй короновани чуждестранни посетители и цялата голямо семейство на Романови идват в древната руска столица, за да приветстват новия император. Сред тях е и чичото на Николай, Велик княз Георгий Александрович, домакинството и на най-доверения му служител, който е довел Афанасий Степанович Зюкин, личен камериер на княза. Семейството на Великия княз се намира в малък московски дворец на територията на Нескучний сад. Заедно с Романови в двореца са настанени и гостите на Георгий Александрович: лорд Банвил (добър приятел на Великия княз), младият мистър Кар (както се оказва по-късно – любовник на лорда) и камериера Фрайби.
... Скоро там става ужасен инцидент. Докато се разхожда четирима бандити нападат младата девойка Ксения Георгиевна и малкия ѝ брат Михаил. Децата на Великия княз са отвлечени. Зюкин и учителката на Михаил, мадмоазел Емилия Деклик, се опитват да защитят своите домашни питомци, но напразно. Само намесата на джентълмен със сиви бакенбарди и на дребен, но силен азиатец предотвратява голямата трагедия. С удивителна сръчност джентълмена и азиатеца се бият с нападателите, и всички от тях са убити. Зюкин, Деклик и принцеса Ксения бързат да благодарят на спасителите си, и да научат имената им. Това са Ераст Петрович Фандорин и неговият верен японски слуга Маса. Въпреки това, се случи бедствие. Докато Фандорин и Маса се сражават с бандитите, други техни съучастници са отвлекли Михаил, синът на Великия княз Георгий Александрович.
Скоро ги очаква нов шок. Императорското семейство получава съобщение от някой си д-р Линд, който предлага да предадат отвлеченото момче за основното бижу на Романови – известният елмаз „Орлов“. В противен случай, бедното дете (братовчед на руския цар!), ще бъде нарязано на парчета, които след това ще бъдат разпръснати из Москва. Съкрушените роднини са ужасно състояние, но по съвет на Зюкин Романови се обръщат към Ераст Петрович Фандорин. Пристигайки на тайна среща, Фандорин разказва на императора и семейството му за д-р Линд.
... Това е един от най-опасните престъпници в света. Той е обвит в мистерия, никой не вижда лицето му и не е общувал с него. Доктор Линд работи с асистенти, които са му фанатично предани. Характеризира се с една особеност – сред тях никога няма жени. Линд се е специализирал в изнудване и отвличане на хора, повечето – деца. Едно от тези престъпления, станало в САЩ, е разследвал и Фандорин. Линд е получил обещания откуп, но убива отвлеченото дете. Следователно, дори ако „Орлов“ бъде даден на доктора, това няма да спаси живота на малкия Велик княз.
Фандорин предлага да „наемат“ временно царския елмаз от престъпника, защото без него церемонията е невъзможна, като му заплатят огромна сума пари за всеки ден до предаването. Линд приема предложението, но изисква като откуп да му донесат най-красивите бижута на династията Романови. Предаването на съкровищата трябва да донесат първо Зюкин, и след това мадмоазел Деклик, в самотни места без свидетели. Полицията и Фандорин се опитват да проследят Линд чрез неговите сътрудници, но напразно. Нещо повече, това обстоятелство разярява злодея, който първо отрязва кичур от детската коса, след това неговия палец, изпращайки чудовищните „съобщения“ на отчаяните родители.
Въпреки това, усилия на Фандорин носят определен резултат. Ераст Петрович решава, че най-опасната банда от Москва, начело с Чукана, помага на д-р Линд. Заедно с верния Маса и Зюкин, Фандорин се опитва да забави Чукана, но опитът се проваля поради безсмислена намеса на полицията. Изглеждаше, че последната нишка, водеща до Линд, е скъсана ...
Изведнъж, в рамките на разследването се включва лейтенант Филип Ендлунг, приятел на Павел Георгиевич, по-голям брат на отвлеченото момче. Той предполага, че Линд може да ръководи група, състояща се от хомосексуалисти (това би обяснило липсата на жени сред асистентите на доктора). Зюкин и лейтенантът, преоблечен като жена, опитват да проникнат в тайната на гей маскарада на Москва, който решително защитава чичото на императора, генерал-губернатора на Москва Симеон Александрович. Но никаква следа от д-р Линд нещастните „детективи“ не откриват и почти стават жертви на престъпниците.
... Идва съдбоносният ден, когато главният царски скъпоценен камък трябва да бъде заменен с отвлеченото дете. Глухоням брадат водач придружава Зюкин и Деклик до една изоставена църква в Москва, в мазето, на която ще стане размяната. Въпреки това, всичко е провалено, Зюкин и Деклик ще бъдат убити, но изведнъж в конфликта се намесва „водача“, маскираният Фандорин. Той убива бандитите на Линд и „Орлов“ е спасен, но неуловимият доктор успява да избяга отново. В ръцете на Линд отново останва детето, а сега и Емили Деклик, която падна в капана на престъпника.
Въпреки поражението, Фандорин продължава да разследва. Чрез поставяне на реклама във вестник, кодирана за обмен на откраднати бижута, Фандорин се надява да открие следите на Линд. Планът сработва, и скоро Фандорин и Зюкин преследват Линд и неговия съучастник-пощальонът. Преследването ги води към Ходинка, където, въпреки ранната сутрин, се е събрала огромна тълпа от хора. Причината за този хаос е проста: в чест на коронацията на императора там ще се дават безплатни подаръци за всички. Опитвайки се да избягат от преследването, Линд провокира тълпата като съучастникът му започва да крещи на висок глас, че царските подаръци ве че се дават, и че те не са достатъчно за всички. Започва ужасен хаос, хората се втурват в различни посоки, падат и се стъпкват един друг, загиват хиляди. По-късно, това събитие ще остане в историята като Ходинската трагедия.
Линд отново се укрива, но Фандорин открива бългогата му и единия от затворниците – измъчваната и пребита Емилия Деклик, както и кутията, която съхранява всички предадени на доктора царски бижута. Деклик разкрива на Фандорин и Зюкин ужасна тайна: д-р Линд е лорд Банвил! Става ясно защо Линд така ловко успява да избегне всички капани, защото злодеят на всички времена е бил близък до семейството на отвлеченото дете. Фандорин предлага Емилия да отиде в двореца, където всичко да разкаже на полицията, а Зюкин съветва да остане в къщи и да чака вести от него. Скоро, телефонът позвънява: Фандорин предлага на Зюкин утре сутринта да дойде в парка до Воробьовия хълм и да донесе кутията с бижута и елмаза „Орлов“. Не разбирайки нищо Зюкин се обажда на Емилия Деклик и пита съвета за ѝ. Емилия, която напълно се доверява на Фандорин, убеждава Зюкин да изпълни странното поръчение на Ераст Петрович.
... Рано сутринта, Воробьовият хълм, тесен мост над голяма клисура. Новодошлият на определеното за среща място Зюкин забелязва как на противоположните краища на моста изведнъж се появяват две фигури, загърнати в черни тоги. Фандорин и д-р Линд! Противниците едновременно повдигат ръцете си, и рева на два изстрела се сливат в едно, те стрелят един в друг. Зюкин се втурва над трупа на д-р Линд, обръща го и вижда, че е ...
...Но Фортуна отново се усмихва на Ераст Петрович. Въпреки факта, че Линд сериозно го ранява в рамото, Фандорин управлява завинаги да прекрати страшния и грешен път на доктора на тази земя. Коронацията, затъмнена от Ходинската трагедия, се състои, новият млад руски цар започва да управлява Русия. За усилията си Афанасий Зюкин получава наградата от ръцете на Николай II. Изглежда, че това ужасно приключение завършва щастливо, но много проницателният камериер-англичанин Фрайби прави неочаквано разочароващо преположение ...
| „ | Мистър Фрайби изпрати с очи позлатената карета с камерюнкерите на задните стъпенки. Поклати глава и каза: – The last of Romanoff, I’m afraid – извади също речника, англо-руския, и избъбри: – The article is out… „Last“ is „posledny“, right… „of“ is „ot“… – и с непоклатима увереност произнесе, изговаряйки ясно всяка дума: – Последни – от – Романов. | “ |

## Исторически препратки
В романа има много прототипи на реални исторически личности.
- „Великият княз Кирил Александрович“ е Великият херцог Владимир Александрович Романов, член на Държавния съвет, сенатор, генерал от пехотата, по-малък брат на император Александър III.
- „Великият княз Георгий Александрович“ е Великият херцог Алексей Александрович Романов, член на Държавния съвет, генерал-адмирал, по-малък брат на император Александър III.
- „Великият княз Симеон Александрович“ е Великият херцог Сергей Александрович Романов, член на Държавния съвет, генерал-лейтенант, генерал-губернатор на Москва, по-малък брат на император Александър III. Наред с другите неща, той е известен със скандалните си хомосексуални връзки, които са споменати в текста на романа.
- „Полковник Лисовский, обер-полицейместер на Москва“ е полковник Александр Власовский, обер-полицейместер на Москва (1891-1896). Освободен от поста си след трагедията в Ходинка.
- „Балерина Изабела Фелициановна Снежневска“ е известната балерина Матилда Кшесинская, почетна артистка на Императорските театри на Негово Величество, любовница на много представители на династията Романови, включително Николай II.

## Интересни факти
- Ако се изпише името на английския иконом Фрайби (на английски: Freyby) на английски, но оставяйки включена руската подредба на клавиатурата, се получава псевдонима на автора на книгата – „Акунин“.
- През 2000 г. Борис Акунин получава руската награда „Антибукър“ за романа си „Коронация“.
- Авторът неправилно нарича „Орлов“ елмаз (необработен диамант). Тази реликва е брилянт, който представлява обработен фасетиран елмаз.